# Epomops buettikoferi
Epomops buettikoferi је врста слепог миша из породице великих љиљака (Pteropodidae).

## Распрострањење
Ареал врсте Epomops buettikoferi обухвата већи број држава. 
Врста има станиште у Нигерији, Гвинеји Бисао, Сенегалу, Обали Слоноваче, Гани, Либерији, Сијера Леонеу и Гвинеји.

## Станиште
Станишта врсте су шуме, мочварна подручја и травна вегетација.

## Угроженост
Ова врста је наведена као последња брига, јер има широко распрострањење и честа је врста.